# 越南華人

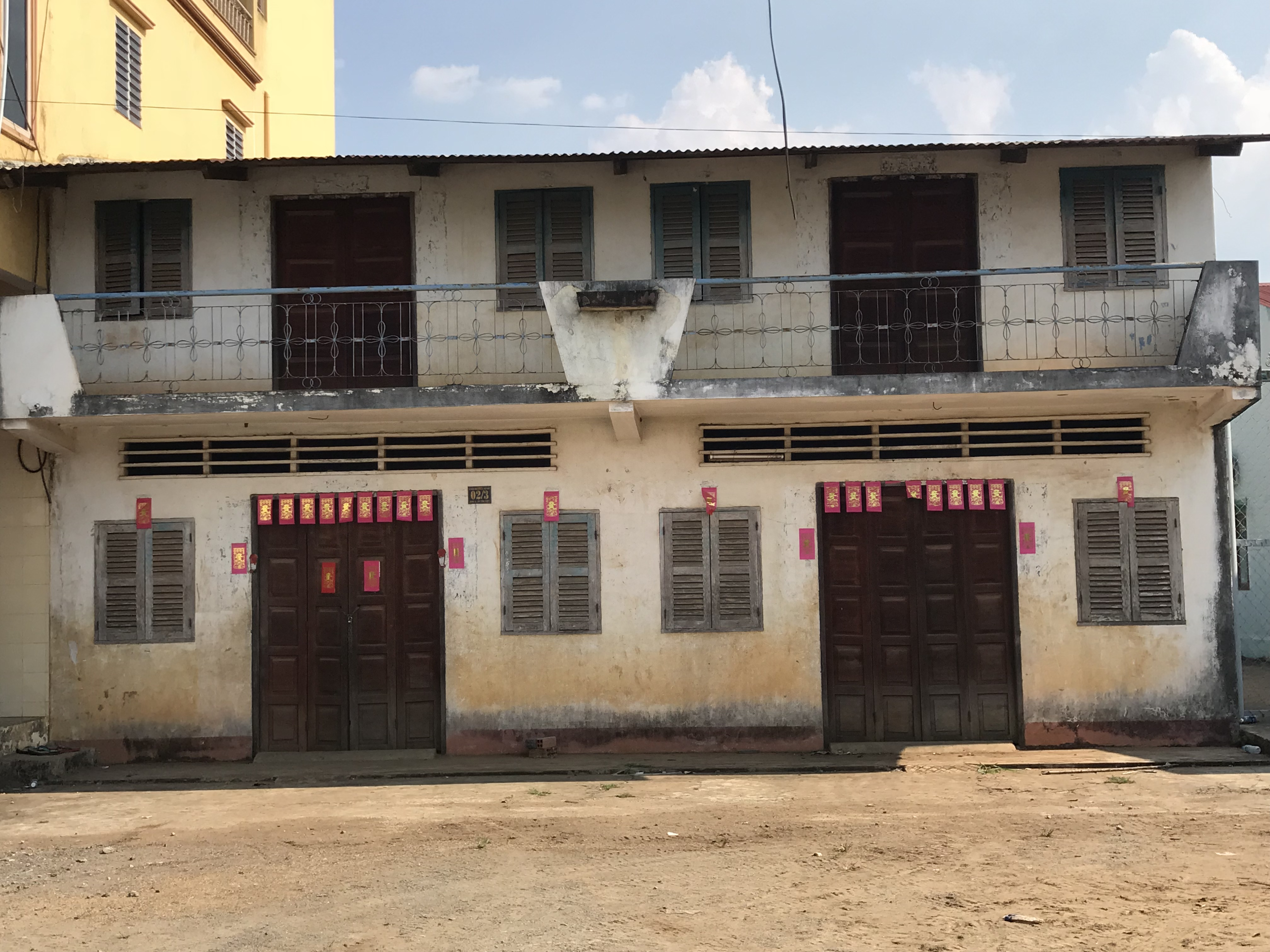
同奈省一間貼滿門箋的華人民居

越南華人，越南政府稱之為華族（越南语：／?），主要由中國南方（兩廣、海南、福建）漢族移民後裔組成，其中廣府人與潮州人佔多數。根据2009年越南人口普查数据，華族为823,071人（占越南总人口0.96%），按各民族人口数量排名，華族是越南第八大民族。而根據1999年越南人口普查数据，華族为862,371人（占越南总人口1.1%），十年间减少將近四万人。

## 歷史
公元前214年，秦始皇派大军越过南岭将今越南中北部纳入版图，置为象郡。自此始有漢族人到越南定居。這些漢族定居者包括百姓、軍人與朝廷官員。特別是在東漢馬援平定徵氏姐妹的叛亂期間，三萬余的漢族駐軍都定居在交趾，其中有大部分軍人與當地雒越女人通婚。此外，大部分當地貴族官員都與漢族女性聯姻，第一、二代的土生後裔也維持漢族人的文化習俗。然而，有的貴族與其後裔也定居在南越，在三四代之后逐漸與雒越人同化。漢與雒越之間的民族隔阂也逐漸地消失，而他們的混血後代京族都取代母系的民族身份。
從王莽時期開始，中國朝廷開始委派漢族官僚到交趾管理行政，以及推行漢族的政治制度與文化習俗。交趾人受到漢族文化的熏陶，開始採取漢族人的姓氏。不少漢族與雒越的後代逐漸從商，在中國和其他國家的沿海城市進行貿易活動。安南屬明時期期間，不少華裔商人搬遷到越南從商。在南宋和明朝分別被北方的外族所滅後，大量漢族官僚都逃到安南尋求庇護，而當時的安南朝廷亦授予流亡的中國官員參與科舉的資格。然而，那些官員必須與當地人同化，禁止返回中國。而那些駐紮在安南的中國商人，只能在海港城鎮范圍內活動，不能深入內地。安南朝廷禁止商人宣傳中華文化或與當地人交流。明朝時期，不少華裔商人聚集在越南沿海城鎮進行貿易。根據一名屬於荷兰东印度公司的長官，卓汉·范林加（Johan van Linga）在公元1642年记述，會安港（今越南廣南省）当时有平均五千名華裔商人遷居起家。

### 明鄉人

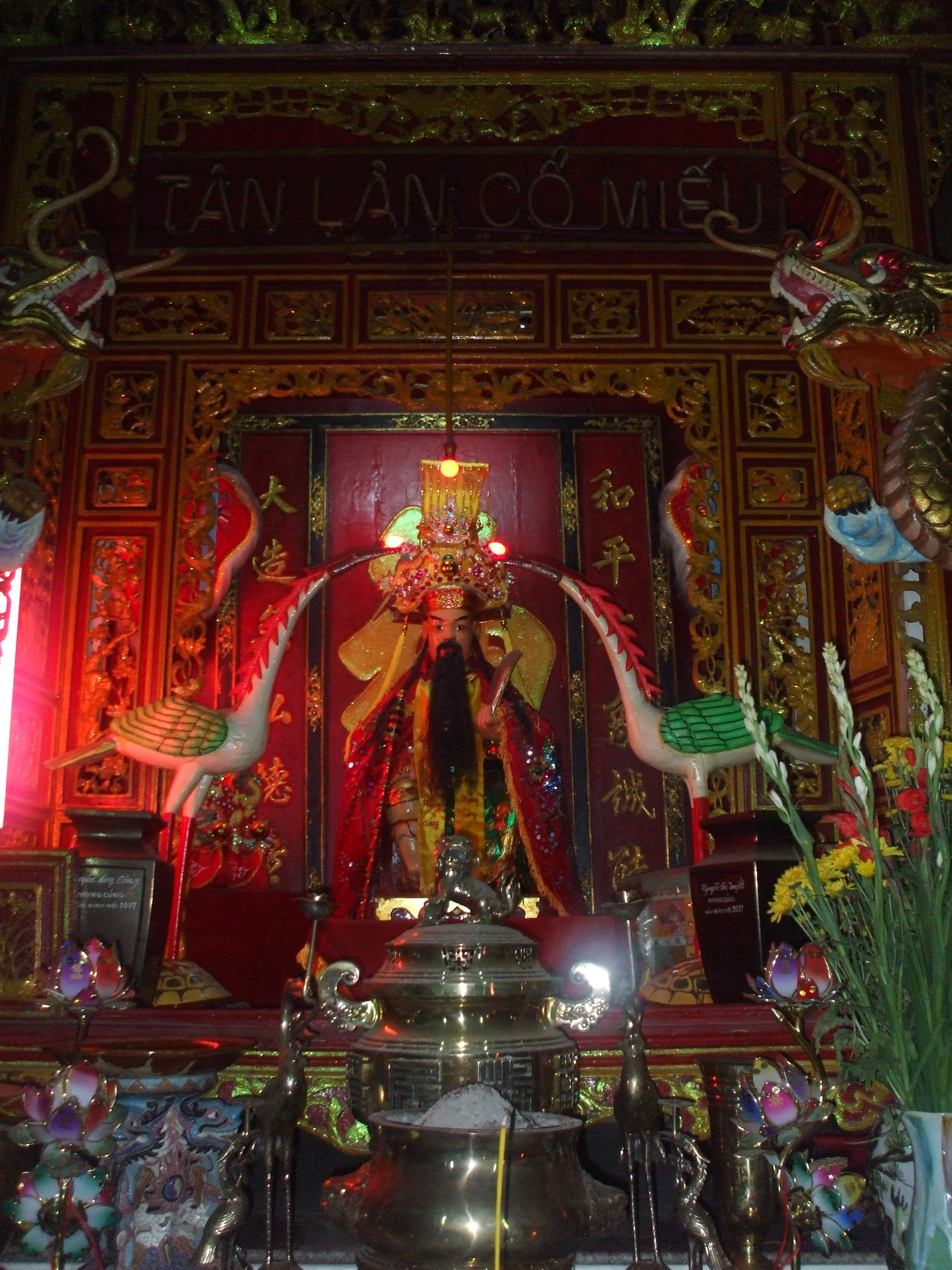
越南邊和的陳上川祠堂

清朝初年，一部分明朝遺民因為不願意歸順清朝政府，紛紛南逃越南。公元1679年，清廷逐漸平定三藩之亂，三千名南明遺民在高雷廉總兵陳上川、副將陳安平（Trần An Bình），龍門總兵楊彥迪，副將黃進的率領下，乘坐五十艘戰船前往今日越南的峴港，請求得到當時廣南國阮福瀕的庇護。阮福瀕嘉其忠義，不想拒絕；當時廣南國正在開墾南方的領地，遂令陳上川和楊彥迪前往南方的邊和、美萩一帶開墾田地、建造房屋和城市。陳上川所率部眾，就是今日越南明鄉人的始祖，遷入當時由高棉人所控制的下柬埔寨地區（即南圻），隨後清朝固守中原，南明復辟無望，這些移民於是在南圻定居，稱自己為明鄉人。
明鄉人原稱「明香」，意指「明朝香火」。雖然明鄉人不斷與當地越人及高棉人通婚，逐漸發展成一個土生族群，亦融入當地越南社會，但為了表示自己不忘本，常常稱自己為明香人，又保留明朝衣冠，以示不忘自己為明朝遺民。當時阮朝君主欽佩他們的氣節，特許他們立祠祭祖，傳承中華文化習俗，在越南境內成立「明香社」，一些阮朝官員更以明香人自居。現時胡志明市第五郡堤岸同慶大道仍保留明鄉會館，公元1863年曾獲阮朝嗣德帝賜匾，現列為越南的國家古蹟。
不過在給予明鄉人一定權利後，阮朝統治者亦同時收緊對明鄉人的政策，首先，阮朝政府不允許明鄉人參加華僑商會及以華人自稱。公元1826年7月，阮朝明命帝阮福晈下令將「明香」改為「明鄉」。公元1829年（明命十年），阮福晈詔示：「明鄉人夫婦及其家族，不得復返中國。」公元1842年（紹治二年），阮朝紹治帝阮福暶下詔：「凡有五名以上明鄉人之處，得准自行另立鄉社，明人須造冊呈報姓名，並禁止剃髮結辮，不得什於華人戶籍。」，意思是說，要有五名以上明鄉人才可立明鄉社，登記造冊以便查核，同時禁止他們薙髮易服，以別於其他華人，加速明鄉人的「越南化」過程。
十九世紀末期，明鄉人曾成為清法兩國外交角力中的主題，清法兩國都希望把明鄉人視為己國之公民。公元1869年，法屬印度支那總督柯希爾宣布明鄉人在行政、司法和稅務方面，享有和越南人一同待遇。五年後（公元1874年），法屬印度支那政府重申將明鄉人當作越南人看待，以便日后統一管理。此外，法屬印度支那政府容許明鄉人繳交一筆費用就能更改國籍，結果部分明鄉人選擇了像中國新移民一樣的外僑身份。
根據法國的統計數據，1921年越南南部約有4.65萬明鄉人，佔當地有中國血統居民總數的42%。到1950年，這個數字增至7.5萬人，但只佔南圻華人總數的10%左右。明鄉人在華人總數比例下降，是因為在20世紀20至40年代有大批中國新移民湧往當地。然後，中方估計之明鄉人口遠高於此數，究其原因，是中法兩國對明鄉有不同定義。

位於胡志明市第五郡的明鄉嘉盛會館，門聯為：「嘉獻復振基光舊，盛德長留廟貌新。」

### 著名的越南華僑鄚玖
鄚玖（越南語：Mạc Cửu，1655年6月11日－1735年7月17日），本姓「莫」，及至僑居越南後，因避免與篡黎自立的莫登庸的家姓相混淆，便在自己的姓「莫」上加上「阝」（邑部），成為「鄚」氏），17世紀末、18世紀初越南河仙鎮的華僑領袖及實際統治者。他本是中國廣東雷州人氏，明朝滅亡後，因不願受滿清的統治，於是僑居位於湄公河三角洲的河仙（即現今的越南堅江省），在該地積極開發及進行管治。
本來河仙屬於真臘國，當時稱恾坎，是鄚玖賄賂真臘國國王寵妃倖臣而得到統治權，后見真臘國政府在面對暹羅的入侵中，真臘國王竟「聞警盡帶眷屬而走，暹兵至國，擄掠其女子玉帛財物而歸」，處於總潰敗的狀態，表現得十分懦弱，於是謀士蘇公提出「高棉素性淺薄，長於狡詐，少忠厚，非久依之勢。不若南投大越（廣南國），叩關稱臣，以結盤根之地。萬一有故，依為亟援之助。」
鄚玖接納此一建議，便於公元1708年農曆八月，親自到廣南國首都富春，覲見阮氏政權第七任君主阮福淍，向阮福淍稱臣。阮福淍隨即授予鄚玖為河仙鎮總兵玖玉侯一職（河仙鎮總兵從此成為河仙鄚氏統治者的名銜）。鄚玖取得阮氏政權的承認後，便在河仙繼續其實際的統治，使之成為繁榮的中南半島城市，並備受當地華僑的尊崇。

## 人口
2019年越南人口普查，華裔（華族）為749,466 人（佔越南總人口0.78%），為越南第九大民族。現時大部分華裔居住在胡志明市，其餘居住在越南南部地區的農村。在二十世紀中期，華裔是最大的少數民族群體，其人口曾在越戰結束後的一年（1976 年）達到頂峰，達到120萬，約佔越南人口的 2.6% 。然而三年後，隨著大多數華裔離開越南，華人人口下降到 935,000 人。1989 年的人口普查顯示，華人口已增至 960,000 人，但比例已降至 1.5%。1999 年，華人人口約為 860,000 人 ，約佔越南人口的 1.1%，被列為越南第四大民族。 法屬印度支那時期，華人主要集中在交趾支那，1943 年的人口普查表明，華人佔交趾支那人口的 7%。

### 籍貫主要分布地區
華人人口當中，廣府人占多數，根據1989年華人統計占56.5%。潮州人人口排行第二，占於34%。閩南（泉漳），海南以及客家籍占少數， 份額數目分别為6%， 2%，1%。
|                                  | 1924  | 1950  | 1974  | 1989  | 分佈地區 |
| -------------------------------- | ----- | ----- | ----- | ----- | --- |
| 廣府人（含原廣州府及肇慶府地區） | 35.0% | 45.0% | 60.0% | 56.5% | 胡志明市 (41%)、 芹苴市 (44%)、前江省 (41%)、 檳椥省 (30%)                                                                  |
| 潮州人                           | 22.0% | 30.0% | 20.0% | 34.0% | 薄寮省 (85%)、 朔莊省 (80%)、 堅江省 (70%)、 隆安省 (45-50%)、 西寧省 (45%)、 永隆省 (40%)、 同塔省 (30-40%)、 茶榮省 (33%) |
| 閩南人 （泉漳人）                | 24.0% | 8.0%  | 7.0%  | 6.0%  | 會安市(>50%) 、 平陽省 (45%)、順化市                                                                                        |
| 客家人                           | 7.0%  | 10.0% | 6.0%  | 1.5%  | 頭頓省 (45%)、 同奈省 (15%)                                                                                                 |
| 海南人                           | 7.0%  | 4.0%  | 7.0%  | 2.0%  | 富國島 (85%)、寧和市社、 綏和市、 芽莊市                                                                                    |
| 其他                             | 5.0%  | 3.0%  | -     | -     | – |

## 語言
越南華人在日常生活中多使用粵語，此外有一部份越南華人講潮州話與泉漳話，越南華人當中還有來自惠陽、東莞、梅縣、大埔、興寧等地的客家人，客家話也在一些當地的華人社區中使用。因為受到越南當地大環境的影響，很多在越南的客家人逐漸改講廣東話甚至越南語。在越南的福建泉漳人、潮州人、海南人的情況與客家人類似，多數已失去了其族群的母語，改講廣東話或越南語了。越南最大的唐人街在胡志明市的堤岸區，這裡的華人主要以粵語作為媒介語言。
此外在越北與中國相鄰的地區和南部的同奈、同林省，有源自中國南方的少數民族的山瑤族和艾族。艾族和山瑤族又稱山由族，以粵語欽廉話為母語；而艾族則是畲族人的後裔，以艾話 和白話為母語。他們很多都兼通多種語言或方言。

## 海外移民和歸國華僑
在許多西方國家如澳大利亞、加拿大、法國、英國和美國有許多越南華裔社區，洛杉磯、舊金山、紐約、休士頓、芝加哥、達拉斯、多倫多、檀香山和巴黎等地的唐人街有大量越南華裔聚居，而具有越南風情。其中一些越華社區還有協會，例如法國有法國華裔互助會（Association des Résidents en France d'origine indochinoise）。
澳大利亞新南威爾士州的卡巴瑪塔的唐人街有大量越南華裔聚居。

### 歸國華僑
在中國大陸的越南歸僑人口已達30萬，主要居住在廣東、廣西、海南、福建、雲南、江西等省的194個難民安置點。超過 85% 的人實現了經濟獨立，但其餘的人生活在農村地區的貧困線以下。雖然他們擁有與中國大陸公民大部分相同的權利，包括就業、教育、住房、財產所有權、養老金和醫療保健，但他們沒有獲得公民身份，繼續被政府視為難民。他們的難民身份使他們能夠獲得聯合國難民事務高級專員 (UNHCR) 的援助和援助，直到 21 世紀初。2007年，中國政府開始起草立法，授予居住在其境內的印度支那難民（包括佔多數的歸僑）完整的中國公民身份。

## 遺傳基因
|  |  |  |  |  |  |  |

|  |  |  |  |  |  |  |

|  |  |  |  |  |  |  |

|  |  |  |  |  |  |  |

|  |  |  |  |  |

|  |  |  |  |  |  |  |

## 著名人物

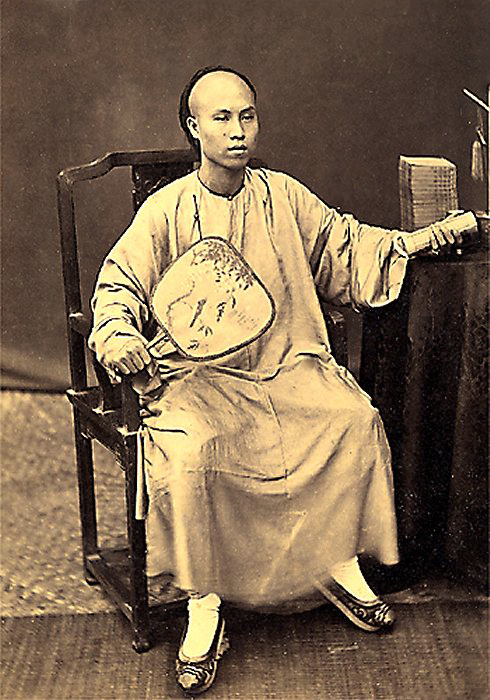
1885年（清朝時期）的越南華人

- 李才（Lý Tài）
- 潘赤龍（Phan Xích Long）
- 萊特（Lai Teck）
- 黎文遠（Lê Văn Viễn）
- 阮樂化（Nguyễn Lạc Hóa）
- 陳文林（Trần Văn Lắm）
- 曾青霞（Tăng Thanh Hà）
- 藍長（Lam Trường）
- 呂良偉（Lữ Lương Vỹ）
- 陳寶玲（Trần Bảo Lính）
- 岑麗香（Sầm Lệ Hương）
- 關繼威（Quan Kế Huy）
- 梁碧友（Lương Bích Hữu）
- 許偉文（Hứa Vĩ Văn）
- 徐克（Từ Khắc）
- 尹光 （Doãn Quang）
- 王國興（Vương Quốc Hưng）
- 黃長興（Huỳnh Tường Hưng）

### 引用
1. ↑  .   [2009-01-08]. （原始内容存档于2016-03-05）.
2. ↑  Stuart-Fox, Martin (2003), Allen & Unwin. . : 24–25.
3. 1 2  張文和：《越南華僑史話》　台北：黎明文化事業股份有限公司（1975年），第32頁
4. 1 2  潘安：《越南南部華人文化考究》　胡志明市：文化—新聞出版社（2006年），第24-25頁
5. ↑  戴可來《河仙鎮葉鎮鄚氏家譜》注釋，附錄於，《嶺南摭怪等史料三種》，250頁。
6. ↑  武世營《河仙鎮葉鎮鄚氏家譜》，收錄於《嶺南摭怪等史料三種》，231-232頁。
7. ↑  鄭懷德《嘉定城通志·疆域志·河仙鎮》，收錄於《嶺南摭怪等史料三種》，152頁。
8. ↑  《東南亞歷史詞典·「鄚玖」條》，406頁。
9. ↑  Khánh Trần (1993)，第23, 25頁.
10. ↑   (Excel) (新闻稿). Hanoi: General Statistics Office of Vietnam.   [13 December 2012]. （原始内容存档于2012-11-13） （越南语）.
11. ↑   (Excel) (新闻稿). Hanoi: General Statistics Office of Vietnam.   [13 December 2012]. （原始内容存档于2012-11-13）.
12. ↑  Khánh Trần (1993)，第24頁.
13. ↑  Tran (1993), p. 31
14. ↑  Khanh (1993), p. 31
15. ↑  龚伯洪 (2003), p. 163 –西贡堤岸有华侨华人 40 万人,其中廣東帮有 16.45 万人,占总数 41.1%。
16. ↑  陈机星 (1955), p. 163
17. ↑  陈机星 (1955), p. 146–旧名为美托省
18. ↑  同奈省（30%）陈机星 (1955), p. 115
19. ↑  陈机星 (1955), p. 171
20. ↑  陈机星 (1955), p. 127
21. ↑  陈机星 (1955), p. 109  –故属河仙省，迪石省
22. ↑  陈机星 (1955), p. 124， 151， 152 –故属新安省，堤岸省
23. ↑  陈机星 (1955), p. 138
24. ↑  陈机星 (1955), p. 155
25. ↑  陈机星 (1955), p. 119, 120–旧名为东川省
26. ↑  陈机星 (1955), p. 97
27. ↑  庄国土 (2001), p. 106, "...越南的重要商埠会安的华人商家早期也以闽南人为多...会安沿海直街长三四里,名大盾街,夹道行肆比而居,悉闽人。"
28. ↑  陈机星 (1955), p. 134 –旧名为土龙木省
29. ↑  Cooke, Li (2004), p. 60-61
30. ↑  陈机星 (1955), p. 176
31. ↑  陈机星 (1955), p. 143
32. ↑  陈机星 (1955), p. 108
33. ↑  Nguyen (2007), p. 174
34. ↑  Lam (2000).
35. ↑  .   [2022-08-30]. （原始内容存档于2006-10-02）.
36. ↑  Reuters Staff. . Reuters. 31 May 2007  [2022-08-30]. （原始内容存档于2022-08-30）.
37. ↑  Pischedda, S.; Barral-Arca, R.; Gómez-Carballa, A.; Pardo-Seco, J.; Catelli, M. L.; Álvarez-Iglesias, V.; Cárdenas, J. M.; Nguyen, N. D.; Ha, H. H.; Le, A. T.; Martinón-Torres, F.; Vullo, C.; Salas, A. . Scientific Reports. 3 October 2017, 7 (12630): 12630. Bibcode:2017NatSR...712630P. PMC 5626762 . PMID 28974757. doi:10.1038/s41598-017-12813-6.

### 书籍
- 陈机星, 高棉南越 - 华侨事业, Giay phep so 398/T.X.B. 23 thang 5 duong lich nam 1955, 堤岸华侨印刷公司承印
- 龚伯洪, 广府华侨华人史, 2003, 广东高等敎育出版社
- Taylor, Keith Weller, The Birth of Vietnam, University of California Press, 1991, ISBN 0520074173
- Tran, Khanh, ;;The Ethnic Chinese and Economic Development in Vietnam;;, 1993, Institute of Southeast Asian Studies, ISBN 9813016671
- Tucker, Spencer, Vietnam, Routledge, 1999, ISBN 1857289226
- Woods, L. Shenton, Vietnam: A Global Studies Handbook, ABC-CLIO, 2002, ISBN 1576074161
- 庄国土， 华侨华人与中国的关系, 2001, 广东高等敎育出版社